# Ba-Muaka Simakala
Ba-Muaka Simakala (Eschweiler, 28 de janeiro de 1997) é um futebolista alemão que atua como atacante. Atualmente, joga pelo VfL Osnabrück.

## Carreira
Ba-Muaka Simakala começou a carreira no Borussia Mönchengladbach.